# Anisodes colysirrhachia
Anisodes colysirrhachia là một loài bướm đêm trong họ Geometridae.